# چرخاب بوفورت

جریان قطب‌گذر و چرخاب بوفورت دو جریان اقیانوسی اصلی در اقیانوس شمالگان هستند.

چرخاب بوفورت (انگلیسی: Beaufort Gyre) یک جریان اقیانوسی بادرانده است که در مناطق قطبی اقیانوس منجمد شمالی وجود دارد. این چرخاب هم از آب و هم از یخ تشکیل شده است و با فرایند ذوب یخ آب شیرین شناور بر سطح آب را پدید می‌آورد.